# Hamar Pál
Nemespanni és gyöngyöshalászi Hamar Pál (Esztergom, 1817. november 22. – Budapest, 1877. január 10.) hivatalnok, író.

## Élete
Atyja Hamar Miklós (1788?-1855) Nógrád vármegye szolgabírája volt. Testvérei Hamar Ernő 48-as főhadnagy a nagysallói csatában esett el, illetve Hamar Gyula 48-as honvéd is hősi halált halt a hazárért.
Középiskolai tanulmányait 1828–1833 között Vácon és Esztergomban végezte. A Pesti Egyetemen bölcseletet és jogot hallgatott. 1840. december 19-én ügyvédi közjogi, 1841. június 7-én váltóügyvédi vizsgát tett.
1840. szeptember 29-től Esztergom vármegye tiszteletbeli aljegyzője, 1843. október 19-től pedig rendes aljegyzője lett. 1846. január 19-től a hercegprímás kinevezte érsekújvári és gútai uradalmainak főügyészévé. 1841–1848 között részt vett Esztergom vármegye közgyűlésein, majd 1848-ban a párkányi járás nemzetőrségének szervezésére kijelölt küldöttség tagja. 1848–1860 között azonban visszavonultan élt. 1860. október 20-tól újra a közügyi pályára lépett. Később Esztergom vármegye alispánjának választották, (1864-1866) végül közalapítványi királyi ügyigazgató és királyi és miniszteri tanácsos lett.

## Művei
- 1861/1863/1865 Érsekujvár leírása. Győri történeti és régészeti Füzetek.
- 1863 Érsekujvár története. István bácsi Naptára.
- 1864 A községi erdőkről. István bácsi Naptára.
- Hamar Pál, közalap. kir. ügyigazgató, mint a szent korona egyik ügyészének véleménye, melyet a tanulmányi alap jogi természete kérdésében a magyar országgyűlés képviselőháza kiküldött bizottságának f. 1875. ápr. 20. és máj. 7. kelt felhivásai nyomán tisztelettel előterjesztett. Budapest, 1875.
- Hamar Pál... véleménye, melyet a magyar főpapi javak és az ezekből kifolyó vallásalap jogi természete kérdésében a magyar országgyűlés képviselőháza bizottságának 1875. ápr. 20. és máj. 7. kelt felhivásai nyomán... előterjesztett. Budapest, 1885.
- Hamar Pál... véleménye, melyet a budapesti egyetemi alap jogi természete kérdésében... előterjeszt. Budapest, 1876.

### Kéziratai
- Esztergomi nemesek könyve
- Az egyháznemességnek az adományozó főpap irányában jogi s birtok-viszonyairól határszabályozás tekintetéből
- Lehet-e az uradalmak és az urbéri községek közt a volt jobbágyság előnyével kötött szerződéseket főtörvényszékileg megsemmisíteni
- Mily puszták vehetők vissza az uradalmak által a volt jobbágyoktól
- Az egyházi és uri tized közötti különbségről az egyházi javakban